# Maravillas (Bolivia)
Maravillas es una localidad boliviana perteneciente al municipio de Cocapata, ubicado en la provincia de Ayopaya del departamento de Cochabamba. En cuanto a distancia, Maravillas se encuentra a 189 km de la ciudad de Cochabamba, la capital departamental y a 54 km de Cocapata.

## Demografía
| Año  | Población | Fuente                  |
| ---- | --------- | ----------------------- |
| 1992 | 190       | Censo boliviano de 1992 |
| 2001 | 345       | Censo boliviano de 2001 |
| 2012 | 481       | Censo boliviano de 2012 |